# Steinfjorden
Steinfjorden es un fiordo, que es a la vez una ramificación del fiordo más grande de Ersfjorden, en la isla noruega de Senja, municipio de Senja, provincia de Troms og Finnmark. Este fiordo tiene unos 4 kilómetros de largo. Comienza entre Strandby en el oeste y Tungeneset en el este y se encuentra al sur de la aldea de Steinfjord. El fiordo está Troms og Finnmarkde altas montañas, entre otras, Luttind, de 759 metros de altura.